# Чемпіонат світу з хокею із шайбою 2011 (дивізіон I)
Чемпіонат світу з хокею із шайбою 2011 (дивізіон I) — спортивне змагання з хокею із шайбою під егідою Міжнародної федерації хокею із шайбою (ІІХФ), яке відбувалось з 17 по 23 квітня 2011 року. Команди-учасниці в цьому турнірі розділені на дві окремі групи. Матчі в групі А проходились з 17 по 23 квітня у Будапешті, Угорщина, а групи B — з 17 по 23 квітня у Києві, Україна.
Переможці груп, збірні Італії і Казахстану, отримали право у 2012 році грати в елітному дивізіоні чемпіонату світу 2012.
Збірна Іспанії дебютувала у дивізіоні I, вигравиши чемпіонат світу 2010 (дивізіон II). Збірна Японії відмовилась від участі у змаганнях через руйнівші наслідки сильного стихійного лиха, що обрушилося на країну.

## Учасники

### Група А
| Команда        | Кваліфікація                                                  |
| -------------- | ------------------------------------------------------------- |
| Угорщина       | господар, 2-е місце у дивізіоні I (група B) у 2010            |
| Італія         | 15-е місце в елітному дивізіоні і пониження у 2010            |
| Японія         | 3-є місце у дивізіоні I (група A) у 2010. Знялась зі змагань. |
| Нідерланди     | 4-е місце у дивізіоні I (група A) у 2010                      |
| Іспанія        | 1-е місце у дивізіоні II (група A) і підвищення у 2010        |
| Південна Корея | 5-е місце у дивізіоні I (група B) у 2010                      |

### Група B
| Команда         | Кваліфікація                                           |
| --------------- | ------------------------------------------------------ |
| Естонія         | 1-е місце у дивізіоні II (група B) і підвищення у 2010 |
| Велика Британія | 4-е місце у дивізіоні I (група B) у 2010               |
| Казахстан       | 16-е місце в елітному дивізіоні і пониження у 2010     |
| Литва           | 5-е місце у дивізіоні I (група А) у 2010               |
| Польща          | 3-є місце у дивізіоні I (група B) у 2010               |
| Україна         | господар, 2-е місце у дивізіоні I (група А) у 2010     |

## Група А
Матчі відбувались в Угорщині 17, 18, 20, 22 і 23 квітня на арені «Спортарена» у Будапешті.  

### Таблиця
| Команда        | І | В | ВО | ПО | П | Ш     | Р   | О  |
| -------------- | - | - | -- | -- | - | ----- | --- | -- |
| Італія         | 4 | 3 | 1  | 0  | 0 | 12—5  | +10 | 11 |
| Угорщина       | 4 | 3 | 0  | 1  | 0 | 29—11 | +18 | 10 |
| Південна Корея | 4 | 1 | 0  | 1  | 2 | 11—18 | -7  | 4  |
| Нідерланди     | 4 | 1 | 0  | 0  | 3 | 16—18 | -2  | 3  |
| Іспанія        | 4 | 0 | 1  | 0  | 3 | 6—25  | -19 | 2  |

Джерело: IIHF.com [Архівовано 28 квітня 2011 у Wayback Machine.]
Легенда
|  |                                       |
|  | Підвищення до елітного дивізіону 2012 |
|  | Пониження до другого дивізіону 2012   |

### Результати
Час початку матчів місцевий (UTC+2)
| 17 квітня 2011 16:00 | Іспанія | 0 : 2 (0—0, 0—1, 0—1) | Італія | Спортарена, Будапешт Глядачів: 2,900 |

| Протокол | Протокол       | Протокол                                                          | Протокол      | Протокол             |
| -------- | -------------- | ----------------------------------------------------------------- | ------------- | -------------------- |
|          | Андер Алькайне | Голкіпери                                                         | Томас Трегаст | Арбітр: Петер Локшик |
|          | 0:1 0:2        | 29:05 Янноне (Де Маркі, Пластіно б) 49:53 Хелфер (Хофер, Еггер б) |               | Арбітр: Петер Локшик |
| 12 хв.   | Вилучення      | 12 хв.                                                            |               | Арбітр: Петер Локшик |
| 8        | Кидки          | 60                                                                |               | Арбітр: Петер Локшик |

| 17 квітня 2011 19:30 | Нідерланди | 3 : 7 (0—4, 2—1, 1—2) | Угорщина | Спортарена, Будапешт Глядачів: 7,961 |

| Протокол                                                                                | Протокол                                | Протокол | Протокол        | Протокол            |
| --------------------------------------------------------------------------------------- | --------------------------------------- | --- | --------------- | ------------------- |
|                                                                                         | Філ Груневелд                           | Голкіпери | Зольтан Хетеньї | Арбітр: Гаррі Думас |
| Хагемейєр (б) 31:07 ван Схаген (Схафсма) 32:05 ван ден Хейвел (Теніссен, де Йонг) 58:56 | 0:1 0:2 0:3 0:4 0:5 1:5 2:5 2:6 2:7 3:7 | 13:53 Сікорчин (Палькович, Ковач) 15:56 Хорват (М. Ваш, Ладаньї б) 17:13 Ковач (Орбан, Сікорчин) 18:12 Шофрон (Токаї, Хорват) 28:35 Шофрон (Хорват, Ладаньї б) 43:59 М. Ваш (Шофрон, Ладаньї) 55:43 Я. Ваш (Галаніс) |                 | Арбітр: Гаррі Думас |
| 8 хв.                                                                                   | Вилучення                               | 4 хв. |                 | Арбітр: Гаррі Думас |
| 21                                                                                      | Кидки                                   | 40 |                 | Арбітр: Гаррі Думас |

| 18 квітня 2011 16:00 | Італія | 3 : 2 (2—1, 1—1, 0—0) | Нідерланди | Спортарена, Будапешт |

| Протокол                                                                                             | Протокол            | Протокол                                                                     | Протокол      | Протокол                  |
| --- | ------------------- | ---------------------------------------------------------------------------- | ------------- | ------------------------- |
| | Деніел Белліссімо   | Голкіпери                                                                    | Іан Мейєрдрес | Арбітр: Джиммі Бергамеллі |
| Ансольді (Соуза, Фонтаніве) 00:21 Сканделла (Еггер, Пластіно м) 03:40 Янноне (Хелфер, Хофер б) 26:40 | 1:0 2:0 2:1 2:2 3:2 | 16:56 Демелінне (де Йонг, Далхейсен б) 24:11 Демелінне (Схафсма, ван Схаген) |               | Арбітр: Джиммі Бергамеллі |
| 10 хв.                                                                                               | Вилучення           | 10 хв.                                                                       |               | Арбітр: Джиммі Бергамеллі |
| 43                                                                                                   | Кидки               | 25                                                                           |               | Арбітр: Джиммі Бергамеллі |

| 18 квітня 2011 19:30 | Угорщина | 6 : 3 (3—1, 0—0, 3—2) | Південна Корея | Спортарена, Будапешт Глядачів: 7,366 |

| Протокол | Протокол                            | Протокол                                                                      | Протокол       | Протокол             |
| --- | ----------------------------------- | ----------------------------------------------------------------------------- | -------------- | -------------------- |
| | Левенте Супер                       | Голкіпери                                                                     | Eum Hyun Seung | Арбітр: Ігор Дремель |
| М. Ваш (Хорват) 05:08 Холеці (Магоші, Бенк) 09:39 Шофрон (Ладаньї, М. Ваш) 17:55 Когер 55:17 Шофрон (М. Ваш, Ладаньї) 55:24 Шофрон (Ладаньї, Шілле) 58:38 | 1:0 2:0 2:1 3:1 3:2 3:3 4:3 5:3 6:3 | 14:58 D.K. Lee (Y.J. Lee, T.A. Kwon) 45:52 S.W. Kin 49:04 S.W. Sin (W.J. Kim) |                | Арбітр: Ігор Дремель |
| 4 хв. | Вилучення                           | 6 хв.                                                                         |                | Арбітр: Ігор Дремель |
| 41 | Кидки                               | 18                                                                            |                | Арбітр: Ігор Дремель |

| 20 квітня 2011 16:00 | Іспанія | 2 : 8 (0—4, 0—2, 2—2) | Нідерланди | Спортарена, Будапешт Глядачів: 1,960 |

| Протокол                                    | Протокол                                | Протокол | Протокол      | Протокол             |
| ------------------------------------------- | --------------------------------------- | --- | ------------- | -------------------- |
|                                             | Андер Алькайне Хосе Луїс Алонсо         | Голкіпери | Філ Груневелд | Арбітр: Петер Локшик |
| Кеведо (Х. Муньйос) 44:25 Паласін (б) 52:25 | 0:1 0:2 0:3 0:4 0:5 0:6 1:6 1:7 1:8 2:8 | 03:33 Схафсма (Хагемейєр) 07:10 Демелінне (ван Схаген, де Йонг) 09:31 Хагемейєр (ван ден Хейвел, Груневелд м) 10:43 Карс (Хоукес, Бастінгс) 30:46 Вюрм (Хоукес, Бастінгс) 35:14 Хагемейєр (Карс, Віллемсе б) 45:57 Вюрм (Бастінгс, Хоукес) 47:47 Карс (ван Слоун, Брейстен) |               | Арбітр: Петер Локшик |
| 12 хв.                                      | Вилучення                               | 12 хв. |               | Арбітр: Петер Локшик |
| 22                                          | Кидки                                   | 61 |               | Арбітр: Петер Локшик |

| 20 квітня 2011 19:30 | Італія | 6 : 0 (1—0, 2—0, 3—0) | Південна Корея | Спортарена, Будапешт Глядачів: 2,650 |

| Протокол | Протокол                | Протокол  | Протокол       | Протокол            |
| --- | ----------------------- | --------- | -------------- | ------------------- |
| | Томас Трегаст           | Голкіпери | Eum Hyun Seung | Арбітр: Гаррі Думас |
| Інсам (Еггер, Сканделла) 10:54 Сканделла (б) 24:28 Інсам (Еггер, Сканделла) 35:55 Еггер (Хелфер, Соуза) 40:46 Ларкін (Янноне, Піттіс м) 52:07 Янноне (Вотсон) 58:54 | 1:0 2:0 3:0 4:0 5:0 6:0 |           |                | Арбітр: Гаррі Думас |
| 10 хв. | Вилучення               | 6 хв.     |                | Арбітр: Гаррі Думас |
| 42 | Кидки                   | 29        |                | Арбітр: Гаррі Думас |

| 22 квітня 2011 16:00 | Нідерланди | 3 : 6 (1—1, 2—4, 0—1) | Південна Корея | Спортарена, Будапешт Глядачів: 2,822 |

| Протокол                                                                                              | Протокол                            | Протокол | Протокол       | Протокол             |
| --- | ----------------------------------- | --- | -------------- | -------------------- |
| | Іан Мейєрдрес                       | Голкіпери | Eum Hyun Seung | Арбітр: Ігор Дремель |
| ван ден Хейвел (Хагемейєр) 18:00 Схафсма (Демелінне, ван Схаген) 20:35 Вюрм (Брейстен, Тюммерс) 36:00 | 0:1 1:1 2:1 2:2 2:3 2:4 2:5 3:5 3:6 | 03:48 Y.J. Lee (H. Kim м) 21:30 W.J. Kim (S.W. Kim, B.J. Kim) 30:19 G.H. Kim (W.J. Kim) 32:30 W.S. Park (H.S. Kim, Y.J. Lee) 34:08 D.K. Lee (D.H. Song) 58:04 G.H. Kim (M.H. Cho) |                | Арбітр: Ігор Дремель |
| 24 хв.                                                                                                | Вилучення                           | 16 хв. |                | Арбітр: Ігор Дремель |
| 28 | Кидки                               | 38 |                | Арбітр: Ігор Дремель |

| 22 квітня 2011 19:30 | Угорщина | 13 : 1 (5—0, 3—0, 5—1) | Іспанія | Спортарена, Будапешт Глядачів: 8,479 |

| Протокол | Протокол                                                    | Протокол                             | Протокол                        | Протокол                  |
| --- | ----------------------------------------------------------- | ------------------------------------ | ------------------------------- | ------------------------- |
| | Зольтан Хетеньї                                             | Голкіпери                            | Андер Алькайне Хосе Луїс Алонсо | Арбітр: Джиммі Бергамеллі |
| Пожгаї (Хедьї, Сікорчин б) 09:15 Бенк (Магоші, Холеці) 10:32 Хорват (Ладаньї, М. Ваш) 11:24 Ладаньї (М. Ваш, Хорват м) 15:41 Магоші (Шілле, Холеці) 16:55 Хорват (Ладаньї, Шофрон б) 28:16 Палькович (Я. Ваш, Хедьї б) 31:43 Ковач (Когер, Галаніс) 35:20 Палькович (Сікорчин, Хедьї) 47:42 Галаніс (Ковач, Когер) 48:37 Ковач (Галаніс, Когер б) 51:35 Барталіш (Ладаньї, Шофрон) 52:53 Шофрон (Токаї, Хорват б) 56:39 | 1:0 2:0 3:0 4:0 5:0 6:0 7:0 8:0 8:1 9:1 10:1 11:1 12:1 13:1 | 46:20 Брабо (Х. Гавіланес, Кеведо б) |                                 | Арбітр: Джиммі Бергамеллі |
| 8 хв. | Вилучення                                                   | 12 хв.                               |                                 | Арбітр: Джиммі Бергамеллі |
| 54 | Кидки                                                       | 13                                   |                                 | Арбітр: Джиммі Бергамеллі |

| 23 квітня 2011 16:00 | Південна Корея | 2 : 3 ОТ (0—1, 1—0, 1—1, 0—1) | Іспанія | Спортарена, Будапешт Глядачів: 2,996 |

| Протокол                                 | Протокол            | Протокол                                                                        | Протокол       | Протокол             |
| ---------------------------------------- | ------------------- | ------------------------------------------------------------------------------- | -------------- | -------------------- |
|                                          | Eum Hyun Seung      | Голкіпери                                                                       | Андер Алькайне | Арбітр: Ігор Дремель |
| W.J. Kim (G.H. Kim) 36:23 W.J. Kim 52:55 | 0:1 1:1 1:2 2:2 2:3 | 18:09 Паласін (Рібо-Тона) 45:23 Кеведо (Педрас) 64:05 Барнола (Брабо, Педрас б) |                | Арбітр: Ігор Дремель |
| 27 хв.                                   | Вилучення           | 21 хв.                                                                          |                | Арбітр: Ігор Дремель |
| 59                                       | Кидки               | 25                                                                              |                | Арбітр: Ігор Дремель |

| 23 квітня 2011 19:30 | Італія | 4 : 3 (3—1, 0—1, 0—1, 1—0) | Угорщина | Спортарена, Будапешт Глядачів: 8,723 |

| Протокол                                                                                               | Протокол                    | Протокол                                                                                       | Протокол                      | Протокол            |
| --- | --------------------------- | ---------------------------------------------------------------------------------------------- | ----------------------------- | ------------------- |
| | Деніел Белліссімо           | Голкіпери                                                                                      | Левенте Супер Зольтан Хетеньї | Арбітр: Гаррі Думас |
| Соуза (Де Маркі) 03:36 Сканделла (Хофер, Еггер) 10:00 Сканделла (Хофер, Хелфер б)19:51 Хелфер б) 60:56 | 1:0 2:0 2:1 3:1 3:2 3:3 4:3 | 11:42 Ладаньї (Хорват, Токаї б2) 29:57 Сікорчин (Хедьї, Я. Ваш) 44:21 М. Ваш (Ладаньї, Шофрон) |                               | Арбітр: Гаррі Думас |
| 8 хв.                                                                                                  | Вилучення                   | 12 хв.                                                                                         |                               | Арбітр: Гаррі Думас |
| 57 | Кидки                       | 48                                                                                             |                               | Арбітр: Гаррі Думас |

### Статистика

#### Нагороди директорії
Найкращі гравці, обрані дирекцією ІІХФ.
| Найкращий воротар  | Eum Hyun Seung (Південна Корея) |
| Найкращий захисник | Армін Хелфер (Італія)           |
| Найкращий нападник | Іштван Шофрон (Угорщина)        |

#### Бомбардири
Список 10 найкращих гравців, сортованих за очками. Список розширений, оскільки деякі гравці набрали рівну кількість очок. До списку включені усі гравці із однаковою кількістю очок.
І = проведено ігор; Г = голи; П = передачі; Очк. = очки; +/− = плюс/мінус; Ш = штрафні хвилини;
| Гравець           | І | Г | П  | Очк. | +/– | Ш |
| ----------------- | - | - | -- | ---- | --- | - |
| Балаж Ладаньї     | 4 | 2 | 10 | 12   | +7  | 0 |
| Іштван Шофрон     | 4 | 6 | 4  | 10   | +6  | 0 |
| Андраш Хорват     | 4 | 3 | 6  | 9    | +6  | 4 |
| Мартон Ваш        | 4 | 3 | 5  | 8    | +6  | 4 |
| Джуліо Сканделла  | 4 | 4 | 2  | 6    | +4  | 4 |
| Александер Еггер  | 4 | 1 | 5  | 6    | +5  | 2 |
| Дідерік Хагемейєр | 4 | 3 | 2  | 5    | -1  | 6 |
| Чаба Ковач        | 4 | 3 | 2  | 5    | +2  | 2 |
| Армін Хелфер      | 4 | 2 | 3  | 5    | +3  | 0 |
| Ладіслав Сікорчин | 4 | 2 | 3  | 5    | +2  | 0 |

Джерело: IIHF.com [Архівовано 4 вересня 2012 у Wayback Machine.]

#### Найкращі воротарі
Список семи найращих воротарів, сортованих за відсотком відбитих кидків. У список включені лише ті гравці, які провели щонайменш 40% хвилин.
| Гравець           | ЧНЛ    | К   | ГП | СП   | %ВК    | ША |
| ----------------- | ------ | --- | -- | ---- | ------ | -- |
| Томас Трегаст     | 120:00 | 37  | 0  | 0.00 | 100.00 | 2  |
| Деніел Белліссімо | 120:56 | 75  | 5  | 2.48 | 93.33  | 0  |
| Левенте Супер     | 110:56 | 70  | 5  | 2.70 | 92.86  | 0  |
| Андер Алькайне    | 204:05 | 203 | 18 | 5.29 | 91.13  | 0  |
| Іан Мейєрдрес     | 118:50 | 84  | 9  | 4.54 | 89.29  | 0  |

ЧНЛ = часу на льоду (хвилини:секунди); КП = кидки; ГП = голів пропушено; СП = Середня кількість пропущених шайб; %ВК = відбитих кидків (у %); ША = шатаути
Джерело: IIHF.com [Архівовано 4 вересня 2012 у Wayback Machine.]

### ТВ-трансляції
Матчі чемпіонату світу з хокею із шайбою 2011 (дивізіон I) у групі B транслювалися у таких країнах:
| Країна     | ТВ-компанія                                                                                                  |
| ---------- | --- |
| Італія     | RAI SPORT+                                                                                                   |
| Нідерланди | NOS |
| Румунія    | Chello Central Europe                                                                                        |
| Словаччина | Chello Central Europe                                                                                        |
| Угорщина   | Sport1, Sport2, SportM, MTV, Hungarian Radio, BLIKK TV, Digi TV, Duna TV, Hir TV, NSO TV, Sport TV, Class FM |
| Чехія      | Sport1, Sport2, SportM                                                                                       |

## Група B
Матчі групи B відбувались в Україні 17, 18, 20, 21 і 23 квітня на арені Палацу спорту у Києві. 

### Таблиця
| Команда         | І | В | ВО | ПО | П | Ш     | Р   | О  |
| --------------- | - | - | -- | -- | - | ----- | --- | -- |
| Казахстан       | 5 | 4 | 1  | 0  | 0 | 21—6  | +15 | 14 |
| Велика Британія | 5 | 4 | 0  | 0  | 1 | 21—9  | +12 | 12 |
| Україна         | 5 | 3 | 0  | 1  | 1 | 19—12 | +7  | 10 |
| Польща          | 5 | 2 | 0  | 0  | 3 | 18—15 | +3  | 6  |
| Литва           | 5 | 1 | 0  | 0  | 4 | 9—24  | -15 | 3  |
| Естонія         | 5 | 0 | 0  | 0  | 5 | 8—30  | -22 | 0  |

Джерело: IIHF.com [Архівовано 28 квітня 2011 у Wayback Machine.]
Легенда
|  |                                       |
|  | Підвищення до елітного дивізіону 2012 |
|  | Пониження до другого дивізіону 2012   |

### Результати
Час початку матчів місцевий (UTC+2)
| 17 квітня 2011 13:30 | Естонія | 1 : 5 (0—2, 1—1, 0—2) | Казахстан | Палац спорту, Київ Глядачів: 1,602 |

| Протокол                         | Протокол                | Протокол | Протокол        | Протокол             |
| -------------------------------- | ----------------------- | --- | --------------- | -------------------- |
|                                  | Віллем-Хенрік Койтмаа   | Голкіпери | Віталій Єремеєв | Арбітр: Руд ван Баст |
| Макров (Суурсоо, Некрасов) 28:46 | 0:1 0:2 1:2 1:3 1:4 1:5 | 07:58 Поліщук (Дударев, Бєляєв) 16:01 Краснослободцев (Жайлауов, Єремеєв б) 39:18 Дударев (Поліщук, Краснослободцев) 55:48 Жайлауов (Краснослободцев) 59:08 Старченко (Бумагін) |                 | Арбітр: Руд ван Баст |
| 8 хв.                            | Вилучення               | 6 хв. |                 | Арбітр: Руд ван Баст |
| 18                               | Кидки                   | 37 |                 | Арбітр: Руд ван Баст |

| 17 квітня 2011 17:00 | Литва | 1 : 5 (1—2, 0—2, 0—1) | Польща | Палац спорту, Київ Глядачів: 2,813 |

| Протокол                  | Протокол                          | Протокол | Протокол            | Протокол          |
| ------------------------- | --------------------------------- | --- | ------------------- | ----------------- |
|                           | Неріюс Дауксевічюс Мантас Армаліс | Голкіпери | Рафал Радзішевський | Арбітр: Ян Грібік |
| Рулевічюс (Кєрас б) 12:21 | 0:1 1:1 1:2 1:3 1:4 1:5           | 09:19 Данелюк (Котльож б) 15:00 Вітецький (Пасют б) 38:38 Жешутко (Новорита м) 39:38 Лопуський (Колюш) 51:02 Колюш (Котльож, Дутка б) |                     | Арбітр: Ян Грібік |
| 14 хв.                    | Вилучення                         | 12 хв. |                     | Арбітр: Ян Грібік |
| 20                        | Кидки                             | 31 |                     | Арбітр: Ян Грібік |

| 17 квітня 2011 20:30 | Велика Британія | 5 : 3 (0—1, 3—2, 2—0) | Україна | Палац спорту, Київ Глядачів: 6,213 |

| Протокол | Протокол                        | Протокол | Протокол         | Протокол           |
| --- | ------------------------------- | --- | ---------------- | ------------------ |
| | Стівен Мерфі                    | Голкіпери | Костянтин Сімчук | Арбітр: Ріхард Шюц |
| Кларк (Оуен, Вівер) 24:15 Дауд (Тейт, Г'юїтт) 31:11 Кларк (Гатчінс, Оуен) 36:22 Шилдс (Вівер, Лонгстафф) 43:05 Дж. Філліпс (Каулі, Майєрс) 52:24 | 0:1 1:1 1:2 2:2 3:2 3:3 4:3 5:3 | 11:40 Побєдоносцев (Люткевич, Матерухін б) 26:12 Тимченко (Шафаренко, Матерухін б) 38:03 Побєдоносцев (Матерухін, Тимченко) |                  | Арбітр: Ріхард Шюц |
| 20 хв. | Вилучення                       | 26 хв. |                  | Арбітр: Ріхард Шюц |
| 21 | Кидки                           | 27 |                  | Арбітр: Ріхард Шюц |

| 18 квітня 2011 13:30 | Польща | 8 : 3 (1—0, 2—1, 5—2) | Естонія | Палац спорту, Київ Глядачів: 875 |

| Протокол | Протокол                                    | Протокол                                                           | Протокол                                 | Протокол           |
| --- | ------------------------------------------- | ------------------------------------------------------------------ | ---------------------------------------- | ------------------ |
| | Рафал Радзішевський                         | Голкіпери                                                          | Віллем-Хенрік Койтмаа Олександр Колоссов | Арбітр: Ріхард Шюц |
| Запала (Дроня, Колюш) 05:47 Лопуський (Колюш) 23:58 Урбанович (Данелюк) 36:55 Лопуський (Ляшкевич, Запала) 41:03 Колюш (Запала, Дроня) 42:37 Жешутко (Лопуський м) 49:18 Дзюбінський (Ляшкевич, Пасют) 52:39 Пасют (Ляшкевич) 54:42 | 1:0 1:1 2:1 3:1 4:1 5:1 6:1 7:1 8:1 8:2 8:3 | 21:00 Петров (Оссипов, Калюсте) 55:37 Сибірцев 58:01 Суур (Макров) |                                          | Арбітр: Ріхард Шюц |
| 6 хв. | Вилучення                                   | 4 хв.                                                              |                                          | Арбітр: Ріхард Шюц |
| 39 | Кидки                                       | 22                                                                 |                                          | Арбітр: Ріхард Шюц |

| 18 квітня 2011 17:00 | Казахстан | 2 : 1 (0—1, 1—0, 1—0) | Велика Британія | Палац спорту, Київ Глядачів: 2,119 |

| Протокол                                                            | Протокол        | Протокол                      | Протокол     | Протокол          |
| ------------------------------------------------------------------- | --------------- | ----------------------------- | ------------ | ----------------- |
|                                                                     | Віталій Єремеєв | Голкіпери                     | Стівен Мерфі | Арбітр: Ян Грібік |
| Гаврилін (Новопашин, Краснослободцев) 29:08 Дударєв (Поліщук) 54:34 | 0:1 1:1 2:1     | 14:46 Лонгстафф (Гілл, Шилдс) |              | Арбітр: Ян Грібік |
| 10 хв.                                                              | Вилучення       | 8 хв.                         |              | Арбітр: Ян Грібік |
| 32                                                                  | Кидки           | 14                            |              | Арбітр: Ян Грібік |

| 18 квітня 2011 20:30 | Україна | 5 : 1 (2—0, 1—1, 2—0) | Литва | Палац спорту, Київ Глядачів: 3,675 |

| Протокол | Протокол                | Протокол                 | Протокол       | Протокол            |
| --- | ----------------------- | ------------------------ | -------------- | ------------------- |
| | Олександр Федоров       | Голкіпери                | Мантас Армаліс | Арбітр: Девід Льюїс |
| Німенко (Міхнов) 02:33 Побєдоносцев (Люткевич, Шафаренко б) 14:28 Матерухін (Люткевич, Срюбко) 37:33 Черненко (Німенко) 44:43 Шафаренко (Тимченко, Побєдоносцев) 46:18 | 1:0 2:0 2:1 3:1 4:1 5:1 | 22:11 Кєрас (Алішаускас) |                | Арбітр: Девід Льюїс |
| 16 хв. | Вилучення               | 12 хв.                   |                | Арбітр: Девід Льюїс |
| 34 | Кидки                   | 24                       |                | Арбітр: Девід Льюїс |

| 20 квітня 2011 13:30 | Казахстан | 7 : 0 (2—0, 3—0, 2—0) | Литва | Палац спорту, Київ Глядачів: 1,002 |

| Протокол | Протокол                    | Протокол  | Протокол           | Протокол             |
| --- | --------------------------- | --------- | ------------------ | -------------------- |
| | Віталій Колесник            | Голкіпери | Неріюс Дауксевічюс | Арбітр: Руд ван Баст |
| Жайлауов (Гаврилін, Краснослободцев) 03:05 Бумагін (Васильченко, Пушкарьов) 07:13 Бумагін (Васильченко, Романов) 26:54 Романов (Пушкарьов, Лакіза) 30:26 Старченко (Жайлауов, Трощинський) 31:04 Жайлауов (Трощинський, Гаврилін б) 53:45 Худяков (Савченко, Фадєєв) 55:58 | 1:0 2:0 3:0 4:0 5:0 6:0 7:0 |           |                    | Арбітр: Руд ван Баст |
| 4 хв. | Вилучення                   | 16 хв.    |                    | Арбітр: Руд ван Баст |
| 41 | Кидки                       | 12        |                    | Арбітр: Руд ван Баст |

| 20 квітня 2011 17:00 | Естонія | 0 : 7 (0—7, 0—0, 0—0) | Велика Британія | Палац спорту, Київ Глядачів: 1,248 |

| Протокол | Протокол                                 | Протокол | Протокол                  | Протокол            |
| -------- | ---------------------------------------- | --- | ------------------------- | ------------------- |
|          | Віллем-Хенрік Койтмаа Олександр Колоссов | Голкіпери | Стівен Мерфі Нейтан Крейз | Арбітр: Девід Льюїс |
|          | 0:1 0:2 0:3 0:4 0:5 0:6 0:7              | 03:06 Гілл (Шилдс, Річардсон б) 04:59 Тейт (Дауд) 08:19 Лонгстафф (Вівер) 08:45 Дж. Філліпс (Гатчінс, О'Коннор) 10:41 Кларк (Лакович, Оуен) 18:17 О'Коннор (Кларк, Оуен) 19:42 Дауд (Вівер, Мерфі б) |                           | Арбітр: Девід Льюїс |
| 8 хв.    | Вилучення                                | 4 хв. |                           | Арбітр: Девід Льюїс |
| 24       | Кидки                                    | 20 |                           | Арбітр: Девід Льюїс |

| 20 квітня 2011 20:30 | Україна | 4 : 1 (1—0, 3—1, 0—0) | Польща | Палац спорту, Київ Глядачів: 6,676 |

| Протокол | Протокол            | Протокол        | Протокол                              | Протокол          |
| --- | ------------------- | --------------- | ------------------------------------- | ----------------- |
| | Костянтин Сімчук    | Голкіпери       | Рафал Радзішевський Пшемислав Одробни | Арбітр: Ян Грібік |
| Міхнов (Шахрайчук, Климентьєв б) 14:47 Шафаренко (Люткевич) 23:54 Тимченко (Шафаренко, Матерухін) 33:37 Шафаренко (Матерухін, Тимченко б) 39:58 | 1:0 2:0 3:0 3:1 4:1 | 39:23 Пасют (м) |                                       | Арбітр: Ян Грібік |
| 10 хв. | Вилучення           | 12 хв.          |                                       | Арбітр: Ян Грібік |
| 33 | Кидки               | 25              |                                       | Арбітр: Ян Грібік |

| 21 квітня 2011 13:30 | Велика Британія | 5 : 2 (4—0, 1—1, 0—1) | Литва | Палац спорту, Київ Глядачів: 714 |

| Протокол | Протокол                    | Протокол                                                              | Протокол       | Протокол           |
| --- | --------------------------- | --------------------------------------------------------------------- | -------------- | ------------------ |
| | Стівен Мерфі                | Голкіпери                                                             | Мантас Армаліс | Арбітр: Ріхард Шюц |
| Майєрс (Гатчінс, Д. Філліпс) 02:31 О'Коннор (Нілсон, Вівер б) 13:26 Лонгстафф (Вівер, Нілсон) 16:59 Кларк (шк) 19:24 Нілсон (Лонгстафф, Лакович) 30:12 | 1:0 2:0 3:0 4:0 5:0 5:1 5:2 | 32:56 Леленас (Пліскаускас м) 50:14 Пліскаускас (Кєрас, Вайцюкевічюс) |                | Арбітр: Ріхард Шюц |
| 18 хв. | Вилучення                   | 22 хв.                                                                |                | Арбітр: Ріхард Шюц |
| 30 | Кидки                       | 24                                                                    |                | Арбітр: Ріхард Шюц |

| 21 квітня 2011 17:00 | Польща | 2 : 4 (0—2, 0—1, 2—1) | Казахстан | Палац спорту, Київ Глядачів: 1,538 |

| Протокол                                                     | Протокол                | Протокол | Протокол        | Протокол            |
| ------------------------------------------------------------ | ----------------------- | --- | --------------- | ------------------- |
|                                                              | Пшемислав Одробни       | Голкіпери | Віталій Єремеєв | Арбітр: Девід Льюїс |
| Урбанович (Жешутко) 41:06 Ляшкевич (Пасют, Новорита б) 50:06 | 0:1 0:2 0:3 1:3 2:3 2:4 | 05:57 Бєляєв (Поліщук, Дударєв) 11:37 Савченко (Старченко, Фадєєв б) 34:58 Пушкарьов (Старченко, Романов) 59:08 Семенов (м шпв) |                 | Арбітр: Девід Льюїс |
| 8 хв.                                                        | Вилучення               | 8 хв. |                 | Арбітр: Девід Льюїс |
| 25                                                           | Кидки                   | 27 |                 | Арбітр: Девід Льюїс |

| 21 квітня 2011 20:30 | Україна | 5 : 2 (1—0, 4—2, 0—0) | Естонія | Палац спорту, Київ Глядачів: 5,238 |

| Протокол | Протокол                    | Протокол                                     | Протокол              | Протокол             |
| --- | --------------------------- | -------------------------------------------- | --------------------- | -------------------- |
| | Олександр Федоров           | Голкіпери                                    | Віллем-Хенрік Койтмаа | Арбітр: Руд ван Баст |
| Шахрайчук (Міхнов, Климентьєв б) 17:27 Тимченко (Матерухін, Срюбко) 23:15 Климентьєв (Шахрайчук, Цируль) 23:59 Матерухін (Шафаренко, Люткевич б) 33:37 Матерухін (Шафаренко, Люткевич м) 39:06 | 1:0 2:0 2:1 3:1 4:1 4:2 5:2 | 24:21 Макров 37:17 Макров (Лахесалу, Петров) |                       | Арбітр: Руд ван Баст |
| 6 хв. | Вилучення                   | 12 хв.                                       |                       | Арбітр: Руд ван Баст |
| 47 | Кидки                       | 14                                           |                       | Арбітр: Руд ван Баст |

| 23 квітня 2011 12:30 | Литва | 5 : 2 (2—1, 1—1, 2—0) | Естонія | Палац спорту, Київ Глядачів: 892 |

| Протокол | Протокол                    | Протокол                                                             | Протокол              | Протокол           |
| --- | --------------------------- | -------------------------------------------------------------------- | --------------------- | ------------------ |
| | Мантас Армаліс              | Голкіпери                                                            | Віллем-Хенрік Койтмаа | Арбітр: Ріхард Шюц |
| Кєрас (Бауба, Д. Кумеляускас б) 05:12 Катуліс (Рулевічюс, Д. Кумеляускас б) 09:49 Вереніс (Босас) 31:57 Д. Кумеляускас (Бауба, Рулевічюс) 48:28 Вереніс (Босас шпв) 58:58 | 1:0 2:0 2:1 3:1 3:2 4:2 5:2 | 19:17 Титаренко (Сибірцев, Некрассов) 35:20 Суурсоо (Петров, Макров) |                       | Арбітр: Ріхард Шюц |
| 8 хв. | Вилучення                   | 18 хв.                                                               |                       | Арбітр: Ріхард Шюц |
| 35 | Кидки                       | 31                                                                   |                       | Арбітр: Ріхард Шюц |

| 23 квітня 2011 16:00 | Польща | 2 : 3 (1—2, 1—0, 0—1) | Велика Британія | Палац спорту, Київ Глядачів: 1,754 |

| Протокол                                                                     | Протокол            | Протокол                                                                                    | Протокол     | Протокол          |
| ---------------------------------------------------------------------------- | ------------------- | ------------------------------------------------------------------------------------------- | ------------ | ----------------- |
|                                                                              | Рафал Радзішевський | Голкіпери                                                                                   | Стівен Мерфі | Арбітр: Ян Грібік |
| Джевєцький (Дзюбінський, Урбанович) 06:51 Дзюбінський (Котльож, Колюш) 33:36 | 1:0 1:1 1:2 2:2 2:3 | 13:15 Вівер (Лонгстафф, Тейт б) 13:55 Каулі (Кларк, Майєрс) 53:04 О'Коннор (Кларк, Вівер б) |              | Арбітр: Ян Грібік |
| 6 хв.                                                                        | Вилучення           | 8 хв.                                                                                       |              | Арбітр: Ян Грібік |
| 37                                                                           | Кидки               | 20                                                                                          |              | Арбітр: Ян Грібік |

| 23 квітня 2011 19:30 | Казахстан | 3 : 2 ОТ (0—0, 1—1, 1—1, 1—0) | Україна | Палац спорту, Київ Глядачів: 6,837 |

| Протокол                                                                                   | Протокол            | Протокол                                                                      | Протокол         | Протокол            |
| ------------------------------------------------------------------------------------------ | ------------------- | ----------------------------------------------------------------------------- | ---------------- | ------------------- |
|                                                                                            | Віталій Єремеєв     | Голкіпери                                                                     | Костянтин Сімчук | Арбітр: Девід Льюїс |
| Бєляєв (б) 31:11 Гаврилін (Трощинський, Пушкарьов) 52:22 Поліщук (Дударев, Колєдаєв) 62:01 | 1:0 1:1 1:2 2:2 3:2 | 39:40 Наваренко (Шахрайчук, Міхнов б) 45:08 Тимченко (Люткевич, Побєдоносцев) |                  | Арбітр: Девід Льюїс |
| 12 хв.                                                                                     | Вилучення           | 26 хв.                                                                        |                  | Арбітр: Девід Льюїс |
| 31                                                                                         | Кидки               | 23                                                                            |                  | Арбітр: Девід Льюїс |

### Статистика

#### Нагороди директорії
Найкращі гравці, обрані дирекцією ІІХФ.
| Найкращий воротар  | Стівен Мерфі (Велика Британія) |
| Найкращий захисник | Роман Савченко (Казахстан)     |
| Найкращий нападник | Олександр Матерухін (Україна)  |

#### Бомбардири
Список 10 найкращих гравців, сортованих за очками. Список розширений, оскільки деякі гравці набрали рівну кількість очок. До списку включені усі гравці із однаковою кількістю очок.
І = проведено ігор; Г = голи; П = передачі; Очк. = очки; +/− = плюс/мінус; Ш = штрафні хвилини;
| Гравець                | І | Г | П | Очк. | +/– | Ш  |
| ---------------------- | - | - | - | ---- | --- | -- |
| Олександр Матерухін    | 5 | 3 | 6 | 9    | +6  | 12 |
| Олег Шафаренко         | 5 | 3 | 5 | 8    | +6  | 16 |
| Джонатан Вівер         | 5 | 1 | 7 | 8    | +1  | 0  |
| Девід Кларк            | 5 | 4 | 3 | 7    | +4  | 4  |
| Олег Тимченко          | 5 | 4 | 3 | 7    | +6  | 4  |
| Віталій Люткевич       | 5 | 0 | 7 | 7    | +7  | 0  |
| Девід Лонгстафф        | 5 | 3 | 3 | 6    | +3  | 0  |
| Марцін Колюш           | 5 | 2 | 4 | 6    | +1  | 4  |
| Андрій Макров          | 5 | 3 | 2 | 5    | −4  | 4  |
| Олександр Побєдоносцев | 5 | 3 | 2 | 5    | +5  | 2  |
| Талгат Жайлауов        | 5 | 3 | 2 | 5    | +4  | 0  |

Джерело: IIHF.com [Архівовано 4 вересня 2012 у Wayback Machine.]

#### Найкращі воротарі
Список семи найращих воротарів, сортованих за відсотком відбитих кидків. У список включені лише ті гравці, які провели щонайменш 40% хвилин.
| Гравець             | ЧНЛ    | К   | ГП | СП   | %ВК   | ША |
| ------------------- | ------ | --- | -- | ---- | ----- | -- |
| Стівен Мерфі        | 285:25 | 138 | 9  | 1.89 | 93.48 | 0  |
| Віталій Єремеєв     | 242:01 | 80  | 6  | 1.49 | 92.50 | 0  |
| Костянтин Сімчук    | 180:26 | 77  | 9  | 2.99 | 88.31 | 0  |
| Мантас Армаліс      | 200:00 | 104 | 13 | 3.90 | 87.50 | 0  |
| Рафал Радзішевський | 219:19 | 86  | 11 | 3.01 | 87.21 | 0  |

ЧНЛ = часу на льоду (хвилини:секунди); КП = кидки; ГП = голів пропушено; СП = Середня кількість пропущених шайб; %ВК = відбитих кидків (у %); ША = шатаути
Джерело: IIHF.com [Архівовано 4 вересня 2012 у Wayback Machine.]

### ТВ-трансляції
Матчі чемпіонату світу з хокею із шайбою 2011 (дивізіон I) у групі B транслювалися у таких країнах:
| Країна          | ТВ-компанія                                                            |
| --------------- | ---------------------------------------------------------------------- |
| Велика Британія | BBC Radio                                                              |
| Естонія         | Viasat/TV3, Viasat Sport                                               |
| Казахстан       | Kazakhstan National TV                                                 |
| Латвія          | Viasat Sport                                                           |
| Литва           | Viasat/Tango TV, Viasat Sport                                          |
| Польща          | Polsat                                                                 |
| Україна         | НТУ, Інтер, ТРК Київ, 5 канал, ТРК Ера, Новий канал, ICTV, Спорт-1, M1 |

## Галерея

Прапори учасників змагань в Київському Палаці спорту
Казахстан - Литва
Табло в Палаці спорту показує результат
Україна - Польща

.